# Charlottesville
Charlottesville é uma cidade independente localizada no estado americano da Virgínia, no condado de Albemarle. Seu nome é uma homenagem à Princesa Sophia Charlotte de Mecklenburg-Strelitz, esposa do Rei Jorge III do Reino Unido da Grã Bretanha.

## História

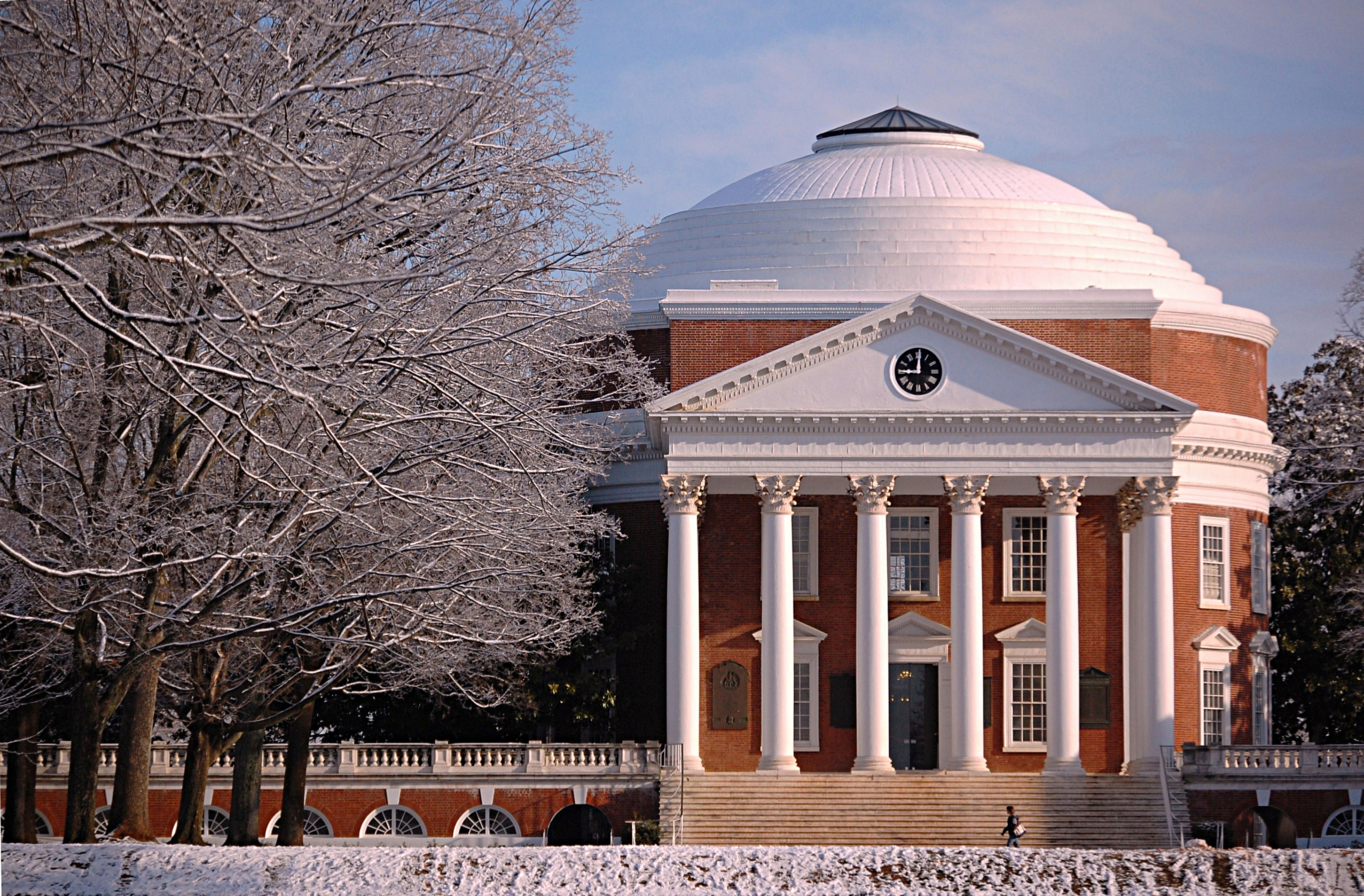
Universidade da Virgínia, um Patrimônio Mundial fundado por Thomas Jefferson.

Fundada em 1762, em 2004 a cidade foi considerada o melhor lugar para se viver nos Estados Unidos, de acordo com estudo feito no livro Cities Ranked and Rated de Bert Sperling e Peter Sander. Os autores qualificaram as cidades norte-americanas se baseando no custo de vida, desenvolvimento, clima e qualidade de vida.
Charlottesville é mais conhecida por ser a sede da Universidade da Virgínia, fundada por Thomas Jefferson em 1819 e pelo Jefferson Monticello, o palácio que pertenceu ao terceiro Presidente dos Estados Unidos no pico montanhoso que atrai dezenas de milhares de turistas todos os anos.

## Geografia
De acordo com o United States Census Bureau, a cidade tem uma área de 26,6 km², dos quais 26,5 km² estão cobertos por terra e 0,1 km² por água.

## Demografia
Segundo o censo nacional de 2010, a sua população é de 43 475 habitantes e sua densidade populacional é de 1 635,6 hab/km².

## Política

### Cidades-irmãs
Charlottesville tem quatro cidades-irmãs:
- Besançon, França
- Pleven, Bulgária
- Poggio a Caiano, Itália
- Winneba, Gana[6]

## Marcos históricos
A relação a seguir lista as 100 entradas do Registro Nacional de Lugares Históricos em Charlottesville. O primeiro marco foi designado em 15 de outubro de 1966 e o mais recente em 16 de dezembro de 2020. Aqueles marcados com ‡ também são um Marco Histórico Nacional.
- Abell-Gleason House
- Albemarle County Courthouse Historic District
- Anderson Brothers Building
- Armstrong Knitting Factory
- Arrowhead
- Barringer Mansion
- Bel Aire
- Bellair
- Belmont
- Benjamin Tonsler House
- Bentivar
- Birdwood
- Carter-Gilmer House
- Carr's Hill
- Carrsbrook
- Charles B. Holt House
- Charlottesville and Albemarle County Courthouse Historic District
- Charlottesville Coca-Cola Bottling Works
- Clark Hall, University of Virginia
- Dabney-Thompson House
- Daughters of Zion Cemetery
- Delevan Baptist Church
- Enderly
- Farmington
- Faulkner House
- Ficklin-Crawford Cottage
- Fifeville and Tonsler Neighborhoods Historic District
- Four Acres
- Fry's Spring Historic District
- Gallison Hall
- Gardner-Mays Cottage
- George Rogers Clark Sculpture
- Hard Bargain
- Harris Farm
- Hotel Gleason/Albemarle Hotel, Imperial Cafe
- House at Pireus
- Jackson P. Burley High School
- Jefferson School, Carver Recreation Center, and School Site
- John Vowles House
- Judge William J. Robertson House
- Kenridge
- King Lumber Company Warehouse
- King-Runkle House
- Leander McCormick Observatory
- Lewis Farm
- Lewis Mountain
- Locust Grove
- Malvern
- Marshall-Rucker-Smith House
- Martha Jefferson Historic District
- McConnell-Neve House
- Mechum River Farm
- Memorial Gymnasium
- Meriwether and William Clark Lewis Sculpture
- Monroe Hill
- Montebello
- Monticello‡
- Morea
- Mount Zion Baptist Church
- North Belmont Neighborhood Historic District
- OOak Lawn
- Oakhurst-Gildersleeve Neighborhood Historic District
- Pantops Farm
- Patton Mansion
- Paxton Place
- Periwinkle Cottage
- Peyton-Ellington Building
- Piereus Store
- Pitts-Inge
- Preston Court Apartments
- Recoleta
- Red Hills
- Ridge Street Historic District
- River View Farm
- Robert Edward Lee Scuplture
- Robert L. Updike House
- Rotunda, University of Virginia‡
- Rugby Road-University Corner Historic District
- Shack Mountain‡
- Southern Albemarle Rural Historic District
- St. James Church
- Stonefield
- Sunnyside
- The Aviator
- The Foster Site
- The Anchorage
- Thomas Jonathan Jackson Scuplture
- Timberlake-Branham House
- Turner-LaRowe House
- University Of Virginia Historic District‡
- Wertland Street Historic District
- West Main Street Historic District
- White Cross-Huntley Hall
- William H. McGuffey Primary School
- Woodburn
- Woodlands
- Woolen Mills Chapel
- Woolen Mills Village Historic District
- Wynhurst
- Young Building